# Astragalus harrisonii
Astragalus harrisonii — вид квіткових рослин з родини бобових (Fabaceae). Ареал охоплює такі країни: США (Юта).

## Середовище
Це багаторічна трав'яниста рослина, яка росте на піщаних скельних виступах та осипних схилах під піщаними скелями в Піньон-Ялівцевих та змішаних пустельних чагарникових угрупованнях, переважно на дні каньйонів. Його було зафіксовано на висотах 1500–2110 м над рівнем моря. Окрім внутрішніх загроз, пов'язаних з обмеженим діапазоном, інших відомих серйозних загроз немає.